# Reed Alexander
Reed Alexander (Boca Raton, Florida, 23 december 1994) is een Amerikaans jeugdacteur. Hij heeft rollen gehad in onder andere iCarly, Magnus, Inc. en Will & Grace.

## Filmografie

### Film
- 2002: A Death in the Family, als schooljongen
- 2005: East of Normal, West of Weird, als Conrad
- 2005: Pool Guys
- 2007: If I Had Known I Was a Genius, als begaafd kind
- 2007: Magnus, Inc., als Percival
- 2009: Ace Ventura: Pet Detective Jr., als Pennington Jr.
- 2016: The Northlander, als krijger
- 2019: Michael, Emmadri, and the Mermaid, als receptiemedewerker

### Televisie
- 2005-2006: Will & Grace, als Jordan Truman
- 2007: Out of Jimmy's Head, als C. Kingsley Weatherhead
- 2007-2012: iCarly, als Nevel Papperman
- 2014: Sam & Cat, als Nevel Papperman
- 2021-2023: iCarly, als Nevel Papperman